# As Troianas (Sêneca)
Troades (As Troianas) é uma tragédia romana com assunto grego, escrita em versos por Lucius Annaeus Seneca.

## Enredo do drama
O cerco de Tróia está terminado e a cidade agora está em ruínas fumegantes. Os gregos vitoriosos reuniram os ricos espólios de Tróia na praia, entre as mulheres troianas que esperam que seu lote seja designado a seus senhores gregos e levado às cidades de seus inimigos. Mas agora o fantasma de Aquiles ressuscitou da tumba e exigiu que Polyxena fosse sacrificada a ele antes que os gregos pudessem navegar. E Calchas também pede que Astyanax seja morta, pois só assim a Grécia poderá estar a salvo de qualquer futura guerra de Tróia.

## Recepção
Sêneca baseia-se principalmente na tragédia homônima de Eurípides.
O tradutor R. Scott Smith escreveu que a tentativa de Seneca no trabalho de tecer dois episódios juntos "significa que a peça é um tanto dissociada - uma 'falha' que os críticos às vezes colocam contra ela", mas afirmou que "no lugar da unidade , no entanto, existe simetria".
Há uma tradução para a Língua portuguesa feita pela professora Zélia de Almeida Cardoso da Faculdade de Filosofia, Letras e Ciências Humanas da Universidade de São Paulo e publicada pela editora HUCITEC em edição bilíngue no ano de 1997.